# D633 (Haute-Garonne)
De D633 is een departementale weg in het Franse departement Haute-Garonne (regio Occitanie) met een lengte van 30,1 kilometer. De weg loopt van Boulogne-sur-Gesse in het noorden naar Montréjeau in het zuiden. Bij Boulogne-sur-Gesse sluit de weg aan op de D632 en in Montréjeau op de D817.
De D633 telt twee rijstroken met markering. De weg gaat door geaccidenteerd terrein.

## Geschiedenis
In 1933 werd de N633 gecreëerd. Deze weg liep van Boulogne-sur-Gesse naar Montréjeau. In 1973 werd de weg overgedragen aan het departement Haute-Garonne, omdat de weg geen belang meer had voor het doorgaande verkeer. De weg is toen omgenummerd tot D633.